# História do iPhone

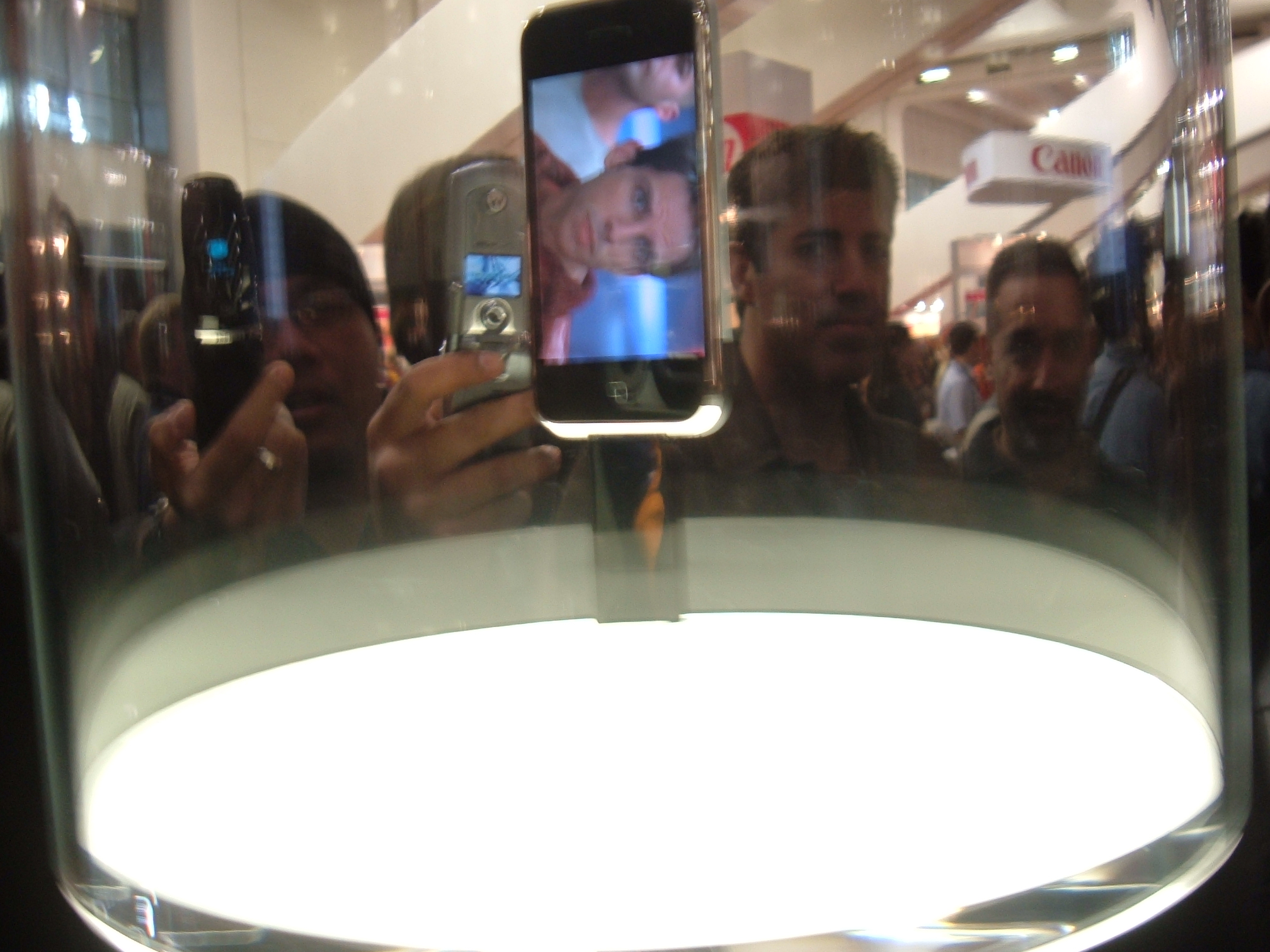
Primeiro iPhone em exibição na MacWorld 2007

A História do iPhone começou com um pedido do CEO da Apple Inc., Steve Jobs, para os engenheiros da empresa: investigarem o uso de dispositivos touchscreen e tablets (que mais tarde se veio a concretizar com o iPad). Muitos notaram as semelhanças com o dispositivo touchscreen portátil anterior da Apple, o Apple Newton. Como o Newton, o iPhone é quase toda a tela. Seu fator de forma é creditada ao CDO da Apple, Jonathan Ive.